# Norfolk na igrzyskach Wspólnoty Narodów
Reprezentacja Norfolku wystartowała po raz pierwszy na igrzyskach Wspólnoty Narodów w 1986 roku na igrzyskach w Edynburgu i od tamtej pory  wystartowała we wszystkich organizowanych zawodach. Jedynym zdobytym medalem dla Norfolku jest brąz Carmelity Anderson w grze singlowej w bowls.

## Klasyfikacja medalowa
| Igrzyska          | Złoto | Srebro | Brąz | Razem |
| ----------------- | ----- | ------ | ---- | ----- |
| 1986 Edynburg     | 0     | 0      | 0    | 0     |
| 1990 Auckland     | 0     | 0      | 0    | 0     |
| 1994 Victoria     | 0     | 0      | 1    | 1     |
| 1998 Kuala Lumpur | 0     | 0      | 0    | 0     |
| 2002 Manchester   | 0     | 0      | 0    | 0     |
| 2006 Melbourne    | 0     | 0      | 0    | 0     |
| 2010 Nowe Delhi   | 0     | 0      | 0    | 0     |
| Razem             | 0     | 0      | 1    | 1     |

### Według dyscyplin
| Dyscyplina | Złoto | Srebro | Brąz | Razem |
| ---------- | ----- | ------ | ---- | ----- |
| Bowls      | -     | -      | 1    | 1     |